# Vice versa (Buffy)
Pour les articles homonymes, voir Vice versa.
Vice versa est le 3e épisode de la saison 7 de la série télévisée Buffy contre les vampires.

## Synopsis
Alors que Buffy, Alex, et Dawn viennent chercher Willow à l'aéroport, ils ne la voient pas. Pourtant, Willow est bien passée, mais ils ne l'ont pas vue. Willow, de son côté, arrive à la maison des Summers qu'elle trouve vide et, quand Buffy, Alex et Dawn reviennent, ils continuent à ne pas se voir. Le lendemain, Willow rencontre Anya et discute un peu avec elle avant d'aller au chantier d'Alex où elle trouve le corps d'un homme écorché. Dans le même temps, Alex et Buffy examinent aussi ce corps et soupçonnent Willow d'avoir commis ce meurtre. Plus tard, au lycée, Willow va voir Spike, toujours à moitié fou. Celui-ci a une conversation simultanément avec elle et avec Buffy et Alex, ce qui n'a de sens pour personne sauf pour lui, qui pense que Willow est responsable du fait qu'ils ne peuvent ni se voir, ni s'entendre.
Willow repart trouver Anya pour qu'elle l'aide à réaliser un rituel pour localiser le démon responsable d'avoir écorché l'homme sur le chantier. Une fois le sort réussi, elle part seule le débusquer dans sa caverne. Dawn fait des recherches sur les démons écorchant leurs victimes et trouve un démon nommé Narl qui correspond à cette description. Buffy recrute Spike pour qu'il les conduise au démon grâce à l'odeur du sang. Quand le Scooby-gang arrive à la caverne, Dawn est paralysée par Narl et ses amis doivent la ramener à la maison. Willow est à son tour paralysée par Narl, qui commence à l'écorcher délicatement par minuscules lamelles. Anya apprend à Buffy et Alex qu'elle a vu Willow et que celle-ci est allée à la caverne de Narl. Tous les trois repartent alors pour la caverne et, alors qu'Anya indique à Alex où se trouve Willow, Buffy combat Narl et le tue. Willow et ses amis continuent à ne pas se voir puis le sort se dissipe. Plus tard, Willow explique à Buffy que c'est un sort qu'elle avait jeté inconsciemment pour ne pas voir ses amis, et vice versa, car elle avait peur de leur réaction quand ils se retrouveraient.

## Statut particulier
Dans cet épisode, Willow revient à Sunnydale après son « exil » de quelques mois en Angleterre. Noel Murray, du site The A.V. Club, évoque un scénario « intelligent », avec un « bon travail » sur les scènes jouées deux fois avec des perspectives de personnages différents, et un final « percutant » entre la scène de la conversation entre Willow et Narl et celle où Willow prend conscience que ses amis ne l'ont pas abandonnée. Deux des rédacteurs de la BBC estiment que c'est un épisode « ingénieux » et « extrêmement poignant » au « montage particulièrement habile » et avec un méchant horrible à souhait, alors que le troisième regrette que ce soit Willow elle-même, et non une menace extérieure, qui ait été à l'origine de cette « altération de l'espace-temps ». Pour Mikelangelo Marinaro, du site Critically Touched, qui lui donne la note de B+, l'épisode « fonctionne plutôt bien principalement grâce à son humour aux moments opportuns », à l'interprétation très convaincante d'Alyson Hannigan et à un démon « véritablement effrayant », mais son rythme est  « un peu trop lent ».

## Distribution

### Acteurs et actrices crédités au générique
- Sarah Michelle Gellar : Buffy Summers
- Nicholas Brendon : Alexander Harris
- Emma Caulfield : Anya Jenkins
- Michelle Trachtenberg : Dawn Summers
- James Marsters : Spike
- Alyson Hannigan : Willow Rosenberg

### Acteurs et actrices crédités en fin d'épisode
- Camden Toy : Gnarl